# Domenico Vaccani
Domenico Vaccani fou un baix italià, conegut sobretot per haver creat el paper del granger Gamberotto a L'equivoco stravagante al Teatro del Corso de Bolonya el 1811.
Posteriorment va estar actiu a Madrid i Lisboa. La seva darrera actuació coneguda és de la temporada 1835-1836 a Bolonya.